# Malaia macassara
Malaia macassara är en skalbaggsart som beskrevs av Miyake 2000. Malaia macassara ingår i släktet Malaia och familjen Rutelidae. Inga underarter finns listade i Catalogue of Life.